# Miturga lineata
Miturga lineata är en spindelart som beskrevs av Tord Tamerlan Teodor Thorell 1870. Miturga lineata ingår i släktet Miturga och familjen sporrspindlar. Inga underarter finns listade i Catalogue of Life.